# Europamästerskapen i friidrott 2024 – Herrarnas släggkastning
Herrarnas släggkastning vid europamästerskapen i friidrott 2024 avgjordes mellan den 8 och 9 juni 2024 på Olympiastadion i Rom i Italien.
Guldet togs av polske Wojciech Nowicki efter ett kast på 80,95 meter. Silvret togs av ungerske Bence Halász och bronset togs av ukrainske Mychajlo Kochan.

## Rekord
| Rekord inför EM 2024 | Rekord inför EM 2024  | Rekord inför EM 2024 | Rekord inför EM 2024    | Rekord inför EM 2024 |
| -------------------- | --------------------- | -------------------- | ----------------------- | -------------------- |
| Världsrekord         | Jurij Sedych (URS)    | 86,74 m              | Stuttgart, Västtyskland | 30 augusti 1986      |
| Europarekord         | Jurij Sedych (URS)    | 86,74 m              | Stuttgart, Västtyskland | 30 augusti 1986      |
| Mästerskapsrekord    | Jurij Sedych (URS)    | 86,74 m              | Stuttgart, Västtyskland | 30 augusti 1986      |
| Världsårsbästa       | Ethan Katzberg (CAN)  | 84,38 m              | Nairobi, Kenya          | 20 april 2024        |
| Europaårsbästa       | Valerij Pronkin (RUS) | 81,53 m              | Sotji, Ryssland         | 21 maj 2024          |

## Program
Alla tider är lokal tid (UTC+1)
| Datum       | Tid   | Omgång |
| ----------- | ----- | ------ |
| 8 juni 2024 | 10:05 | Kval   |
| 9 juni 2024 | 21:11 | Final  |

## Resultat

### Kval
Kvalregler: Kast på minst 77,00 meter 0Q0 eller de 12 friidrottare med längst kast 0q0 gick vidare till finalen.
| Placering | Grupp | Namn                   | Nationalitet   | #1    | #2    | #3    | Distans | Noteringar |
| --------- | ----- | ---------------------- | -------------- | ----- | ----- | ----- | ------- | ---------- |
| 1         | A     | Wojciech Nowicki       | Polen          | 76,66 | 79,00 |       | 79,00   | 0Q0        |
| 2         | B     | Bence Halász           | Ungern         | 77,84 |       |       | 77,84   | 0Q0, 0SB0  |
| 3         | B     | Mychajlo Kochan        | Ukraina        | 77,77 |       |       | 77,77   | 0Q0        |
| 4         | A     | Yann Chaussinand       | Frankrike      | 76,84 | x     | x     | 76,84   | 0q0        |
| 5         | B     | Jake Norris            | Storbritannien | 75,69 | 75,73 | –     | 75,73   | 0q0        |
| 6         | A     | Merlin Hummel          | Tyskland       | 73,73 | 75,73 | x     | 75,73   | 0q0        |
| 7         | A     | Eivind Henriksen       | Norge          | 75,21 | 75,32 | 75,49 | 75,49   | 0q0, 0SB0  |
| 8         | A     | Matija Gregurić        | Kroatien       | 73,74 | 74,65 | 75,42 | 75,42   | 0q0, 0PB0  |
| 9         | B     | Quentin Bigot          | Frankrike      | 74,18 | 74,84 | 75,29 | 75,29   | 0q0        |
| 10        | B     | Serghei Marghiev       | Moldavien      | 73,55 | 74,85 | 75,18 | 75,18   | 0q0        |
| 11        | A     | Paweł Fajdek           | Polen          | x     | 74,52 | 75,17 | 75,17   | 0q0        |
| 12        | A     | Konstantinos Zaltos    | Grekland       | 74,49 | 70,80 | 72,02 | 74,49   | 0q0        |
| 13        | B     | Adam Kelly             | Estland        | 71,40 | 73,92 | 71,08 | 73,92   |            |
| 14        | A     | Michail Anastasakis    | Grekland       | 70,80 | 73,60 | 72,55 | 73,60   |            |
| 15        | B     | Marcin Wrotyński       | Polen          | x     | 66,46 | 73,58 | 73,58   |            |
| 16        | B     | Denzel Comenentia      | Nederländerna  | 72,35 | 73,45 | 73,31 | 73,45   |            |
| 17        | A     | Volodymyr Myslyvčuk    | Tjeckien       | x     | 73,43 | x     | 73,43   |            |
| 18        | B     | Christos Frantzeskakis | Grekland       | 72,92 | x     | 73,11 | 73,11   |            |
| 19        | B     | Sören Klose            | Tyskland       | 72,35 | 72,96 | 72,79 | 72,96   |            |
| 20        | B     | Tuomas Seppänen        | Finland        | 68,30 | 70,31 | 72,85 | 72,85   |            |
| 21        | B     | Patrik Hájek           | Tjeckien       | 71,49 | 72,72 | 70,82 | 72,72   |            |
| 22        | A     | Ragnar Carlsson        | Sverige        | 72,53 | 71,11 | x     | 72,53   |            |
| 23        | A     | Dániel Rába            | Ungern         | x     | 72,52 | x     | 72,52   |            |
| 24        | A     | Hilmar Örn Jónsson     | Island         | x     | 72,05 | x     | 72,05   |            |
| 25        | A     | Özkan Baltacı          | Turkiet        | 70,73 | x     | 71,58 | 71,58   |            |
| 26        | A     | Aaron Kangas           | Finland        | 71,58 | x     | x     | 71,58   |            |
| 27        | B     | Dawid Piłat            | Polen          | 69,98 | 71,44 | 69,13 | 71,44   |            |
| 28        | B     | Thomas Mardal          | Norge          | x     | 71,16 | x     | 71,16   |            |
| 29        | B     | Donát Varga            | Ungern         | 70,78 | x     | 70,52 | 70,78   |            |
| 30        | A     | Marcel Lomnický        | Slovakien      | 68,15 | 67,98 | 67,35 | 68,15   |            |

### Final
| Placering | Namn                | Nationalitet   | #1    | #2    | #3    | #4    | #5    | #6    | Distans | Noteringar |
| --------- | ------------------- | -------------- | ----- | ----- | ----- | ----- | ----- | ----- | ------- | ---------- |
| 1         | Wojciech Nowicki    | Polen          | 78,61 | 80,14 | 79,06 | 79,18 | 77,56 | 80,95 | 80,95   | 0SB0       |
| 2         | Bence Halász        | Ungern         | 72,74 | 77,99 | 78,55 | 80,49 | x     | 77,71 | 80,49   | 0SB0       |
| 3         | Mychajlo Kochan     | Ukraina        | 76,06 | 78,45 | 80,10 | 78,31 | 80,18 | x     | 80,18   |            |
| 4         | Merlin Hummel       | Tyskland       | 71,51 | 78,85 | x     | x     | x     | 79,25 | 79,25   | EU23L      |
| 5         | Yann Chaussinand    | Frankrike      | 78,37 | 76,05 | x     | 75,69 | x     | x     | 78,37   |            |
| 6         | Paweł Fajdek        | Polen          | 75,88 | 77,26 | 75,45 | x     | 77,50 | 76,60 | 77,50   | 0SB0       |
| 7         | Eivind Henriksen    | Norge          | 75,55 | 76,51 | x     | 75,54 | x     | 73,42 | 76,51   | 0SB0       |
| 8         | Matija Gregurić     | Kroatien       | x     | 75,47 | 74,70 | x     | 73,19 | 73,30 | 75,47   | 0PB0       |
| 9         | Quentin Bigot       | Frankrike      | 73,31 | 72,84 | 73,81 |       |       |       | 73,81   |            |
| 10        | Jake Norris         | Storbritannien | 71,52 | x     | 73,66 |       |       |       | 73,66   |            |
| 11        | Serghei Marghiev    | Moldavien      | 71,59 | 73,07 | 72,95 |       |       |       | 73,07   |            |
| 12        | Konstantinos Zaltos | Grekland       | 71,94 | 71,53 | 72,64 |       |       |       | 72,64   |            |